# 內湖 (雲林縣)
內湖，是臺灣雲林縣四湖鄉的一個傳統地域名稱，位於該鄉南部中央略偏西。相較於今日行政區，其範圍大致包括內湖村不含東北端及西北端、湖寮村西端、羊調村西南端、飛東村東部、三姓村東北端。溪尾村東大半部、羊調村西北部。

## 歷史
臺灣日治初期，內湖地區為一（舊制）街庄，稱為「內湖庄」，隸屬於尖山堡。該庄北與溪尾庄為鄰，東北與羊稠厝庄為鄰，東南與下藔庄為鄰，南邊為外埔庄，西邊為下崙庄、飛沙庄。
1901年（日治明治三十四年）11月，全臺廢縣廳改設二十廳，該庄隸屬於斗六廳。1903年（明治三十六年）6月，該庄編入「下崙區」，隸屬於斗六廳。1909年（明治四十二年）10月，合併二十廳為十二廳，下崙區改隸屬於嘉義廳。1920年（大正九年），全臺地方制度大改正，廢十二廳改設五州二廳，該庄改制為「內湖」大字，隸屬於臺南州北港郡四湖庄（新制街庄）。
戰後四湖庄改制為四湖鄉，隸屬於臺南縣，大字亦改制為村。1950年10月，雲、嘉、南分治，四湖鄉改隸屬雲林縣。

## 聚落
本地區發展較早的聚落有內湖、三塊厝、鬼仔山（下桂山）等，在日治期初期的官方地圖上已有記載。此外，本地區尚有頂桂山聚落。

## 交通
縣道160號（中山西路）是四湖鄉三條崙至土庫鎮無底潭的道路，經過本地區北部邊界地帶。由該道路向西南西轉西北西可前往三條崙，並止於台灣中油三條崙站前；向東南東可前往四湖鄉市區、元長鄉、土庫鎮西南部糞箕湖地區的無底潭，並止於縣道145號路口（無底潭聚落東郊）。
鄉道雲132線是廣溝至鹿場的道路，經過本地區下桂山聚落及三塊厝聚落北郊。由該道路向西北西可前往飛沙地區南部、飛沙/下崙交界地帶、下崙/三條崙交界地帶、三條崙/萡子寮交界地帶、萡子寮地區北部，並止於該地區北部廣溝厝聚落南側的鄉道雲131線路口；向東南東轉東可前往羊稠厝地區南端、下寮地區中部、鹿場地區西部，並止於該地區西部近邊界地帶中段的一個三叉路口（下寮地區咯內聚落東北郊）。
鄉道雲135線是羊稠厝（實際起點在溪尾地區中溪尾聚落南郊）至頂口湖的道路，經過本地區下桂山聚落。由該道路向北北東可前往羊稠厝地區西部、溪尾地區中部，並止於該地區中溪尾聚落南郊的鄉道雲128線路口；向南南西可前往外埔地區西部、口湖地區北部，並止於該地區頂口湖聚落的鄉道雲131線路口暨雲138線起點路口。
鄉道雲136線是下崙至下鹿場（應為頂鹿場）的道路，經過本地區南部邊界地帶暨內湖聚落。由該道路向西南西可前往下崙，並止於省道台17線路口；向東微南可前往下寮、下寮/蔡厝交界地帶、鹿場，並止於該地區東部略偏北的鄉道雲165-1線路口（頂鹿場聚落北北東郊）。
鄉道雲141線是三塊厝至口湖的道路，其北側端點（起點）位於本地區東北部邊界地帶的鄉道雲132線路口（三塊厝聚落北郊）。由此向南經過三塊厝聚落後轉南南西，可前往外埔、口湖，並止於鄉道雲131線路口。

## 學校
- 內湖國小